# Atanus nitidus
Atanus nitidus är en insektsart som beskrevs av Rauno E. Linnavuori 1955. Atanus nitidus ingår i släktet Atanus och familjen dvärgstritar. Inga underarter finns listade i Catalogue of Life.